# 馬伊達姆
馬伊達姆位於印度阿薩姆邦東部帕凱山山脈的山麓，當地有阿洪姆人（Tai-Ahom）的皇家墓地。阿洪姆人創造獨特的墓葬形式，突出山丘、森林和水的自然地形。墓葬周圍被種植榕樹以及用於製作棺材和樹皮手稿的樹木，並被建造水體。在該遺址內已發現90個大小不同的墓葬建築；該些建築以磚、石或土建造的空心拱頂構成。它們內部有國王（有時還有王后和僕人）和其他王室成員的遺骸，以及食物、馬和大象等陪葬物。雖然在雅魯藏布江河谷的其他地區也有發現類似構造，但在該地區發現的墓葬被認為是獨特的。

## 參看
- 阿洪姆王國